# Santa Maria del Mare (Magomadas)
Santa Maria del Mare è una frazione del comune di Magomadas, in Sardegna.

## Monumenti e luoghi di interesse

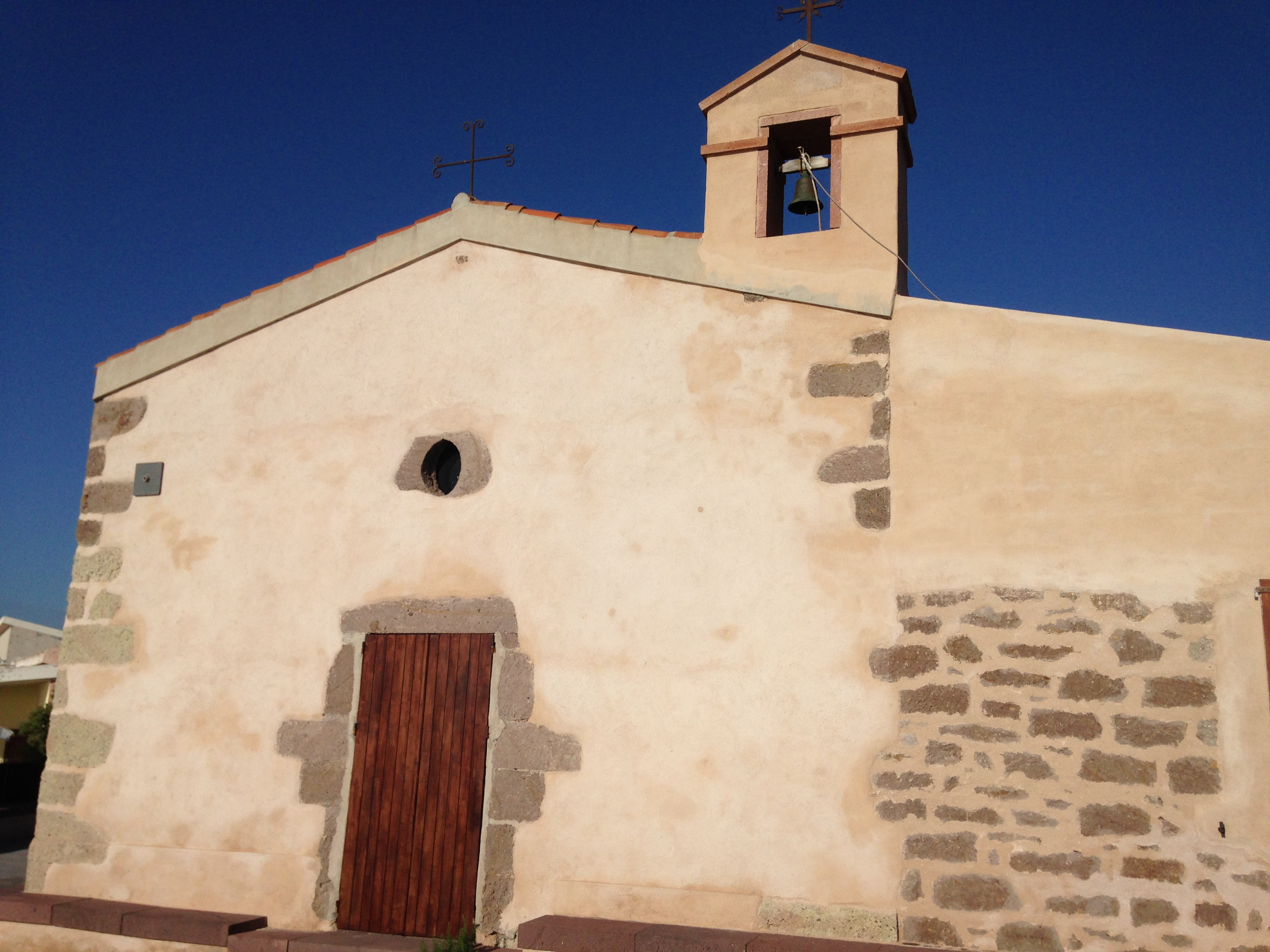
Chiesa di Santa Maria del Mare

- Anfiteatro
- Chiesa di Santa Maria del Mare

## Cultura

### Eventi
- Madonna del Mare - Si svolge due volte l'anno: a maggio e il fine settimana dopo ferragosto. Ai riti religiosi seguono i festeggiamenti civili.